# الإجهاض في ألبانيا
الإجهاض في ألبانيا شرعي وقانوني حسب القانون الصادر في 7 ديسمبر 1995، حيث يكقل القانون القيام به، بطلب من الأم، حتى الأسبوع الثاني عشر من الحمل. مع ذلك، فإن النساء وجب عليهن القيام باستشارات لمدة أسبوع قبل إجرائهن للإجهاض، كما أن المستشفيات التي تجرى هاته النوعية من العمليات، ملزمة بإبقاء معلومات هؤلاء النساء في منأى عن الرأي العام.
تم في عام 1989 تشريع الإجهاض في حالة الاغتصاب أو زنا المحارم أو إذا كانت الحامل تحت سن 16 سنة. أما في سنة 1991، فقد تم السماح للنساء الحوامل بإنهاء حملهن لأسباب متنوعة ن شريطة موافقة مجلس الأطباء على أن الإجهاض هو القرار الأفضل.وقد جاء قانون سنة 1995 ليلغي جميع القوانين المعمول بها سابقا.
اعتبارا من سنة 2010، كان معدل الإجهاض هو 9.2 حالة إجهاض لكل 1000 امرأة واللواتي تتراوح أعمارهن مابين 15 و44 سنة.